# Конгресів яр
«Конгресів яр» або «Гельмерсенів яр» — геологічна пам'ятка природи загальнодержавного значення України.

## Загальний опис
Унікальне відслонення зони Північно-Донецького насуву, одного з найбільших диз'юнктивів північної Донщини. Спостерігаються палеозой-мезозойські шари середньокам'яновугільного віку з великими кутами падіння та тріасові глини з кутами зворотного падіння, які знаходяться в тектонічному контакті з відкладеннями верхньокрейдяного і палеогенового віку.
Довга вигнута балка з крутими схилами, що розташовується від вулиці Сосюри до залізничної станції Переїзна. Конгресів Яр має подвійну назву, яка використовувалася в різні історичні періоди, але кожна пов'язана з цікавими особистостями та подіями з історії геологічних досліджень Донецького басейну. Сучасну назву балка отримала після того, як відслонення було продемонстровано учасникам XVII міжнародного геологічного конгресу у 1937 році.
Перша назва – «Гельмерсенів яр», пов’язана з діяльністю експедиції академіка Григорія Петровича Гельмерсена (при народженні Грегор фон Гельмерсен, нім. Gregor von Helmersen), яка в 1863 р. відвідала Лисичанський рудник. .  На жаль, немає точних відомостей про особисте відвідування почесним академіком цієї балки, але все ж таки назва закріпилася та використовувалась, що підтверджується в працях відомого геолога Б. Ф. Мефферта, який провів масштабну дослідницьку роботу по геології Лисичанського району. 
рос. „В верховьях оврагов между балками Лобов Яр и Осьмушкин Яр, слои поставлены вертикально, и частью опрокинуты на север”... „Лучший разрез можно наблюдать по балке Лобов Яр, между шахтами Скальковский и Дагмара, и далее по глубокой балке Гельмерсеновой” [6, с.16][6, с.18].
У перший раз академік Г.Гельмерсен відвідав Донецький вугільний басейн в 1863 р., де по дорозі з кам’яновугільних копалень Голубівки він попрямував у Лисичанськ, а звідти на Луганський завод [2, с. 188, 194; 3, с. 616].
рос. Григорій Петровичъ въ 1863 г. получилъ отъ г. министра финансовъ порученіе изслѣдовать Луганскій горный 187 округъ, съ тѣмъ чтобы предложить нужныя мѣры для усиленной и болѣе раціональной разработки мѣсторожденій каменнаго угля и желѣзныхъ рудъ, а равно и опредѣлить тѣ пункты Донецкаго каменноугольнаго бассейна, которые со временемъ могли-бы снабжать каменнымъ углемъ южную Россію вообще и строившіяся въ то время южныя желѣзныя дороги въ особенности. Осмотрѣвъ тѣ изъ мѣсторожденій каменнаго угля и желѣзныхъ рудъ, которыя расположены ближе къ мѣстамъ сбыта, Гельмерсенъ имѣлъ случай убѣдиться въ громадныхъ богатствахъ ископаемаго топлива и желѣза, заключающихся въ нѣдрахъ Донецкаго кряжа. Кромѣ того Григорій Петровичъ тутъ же указалъ на важность геологическо-геодезической съемки всего пространства, занятаго Донецкимъ кряжемъ и составленіе пластовой карты, съ цѣлью болѣе подробнаго ознакомленія съ минеральными его богатствами. Вслѣдствіе сего, по распоряженію министерствъ военнаго и финансовъ, составлена была пластовая карта Донецкаго каменноугольнаго кряжа, которая обнимаетъ собою значительныя пространства Земли Войска Донскаго и Екатеринославской губерніи. При этомъ западная часть Донецкаго каменноугольнаго бассейна была изслѣдована и нанесена на карту гг. Носовыми подъ непосредственнымъ наблюденіемъ Григорія Петровича [7, с. 12–13]. 
У наукових працях Г. П. Гельмерсена, опублікованих після експедиції в „рос. Горном журнале”, було детально описано геологію Лисичанська та околиць. „рос. Для изслѣдованія напластованія, эти овраги представляють много удобства. Мы поднимались по некоторымъ изъ нихъ, изучивъ, предварительно подробную карту окрестностей Лисичанска” [1, с. 113]. Після XVII сесії Міжнародного геологічного конгресу, що проходив в 1937 р. в Москві, та відвідування вченими Лисичанська, Гельмерсенів яр отримав нову назву – „Конгресів Яр”, яка навіть трохи спів-звучна зі старою. 
Міжнародний геологічний конгрес відбувся 20 липня 1937 р. в Москві. У ньому брали участь 2362 геологи з 50 країн. 
Третій маршрут геологічної екскурсії по Донецькому басейну охоплював: Ірмінський рудник, район Успенки, с. Черкаське, Матроський купол (Тошковський рудник) та Лисичанськ. Екскурсія знайомить геологів з північною межею Донбасу, взаємовідносинами карбону, тріасу, крейди та третинних відкладень. Особлива увага зверталася на тектоніку та фази складкоутворення [11, с. 44].
рос. „Дорога в Лисичанск идет вдоль северной границы Донбасса, по высокому правому берегу Северного Донца. У с. Верхнего, на берегу Донца, расположен большой содовый завод, мимо которого проезжает экскурсия. За содовым заводом начинаются шахты треста Лисичанскуголь. Экскурсанты осматривают разрез к северо-востоку от шахты им. тов. Рухимовича в овраге между балками Осьмушкин яр и Лобов яр против водонапорной башни ст. Лисичанск. После осмотра описанного нарушения экскурсия направялется к ст. Лисичанск, где маршрут третьей экскурсии заканчивается” [11, с. 82].
Не дивлячись на те, що стан геологічної пам'ятки залишає бажати кращого, топонім „Конгресів яр” повернувся на карту Лисичанська – вулиця Гайового, яка розташована вздовж західного схилу яру, з 2016 р. стала мати нову назву – вул. Конгресів Яр.

## Охорона

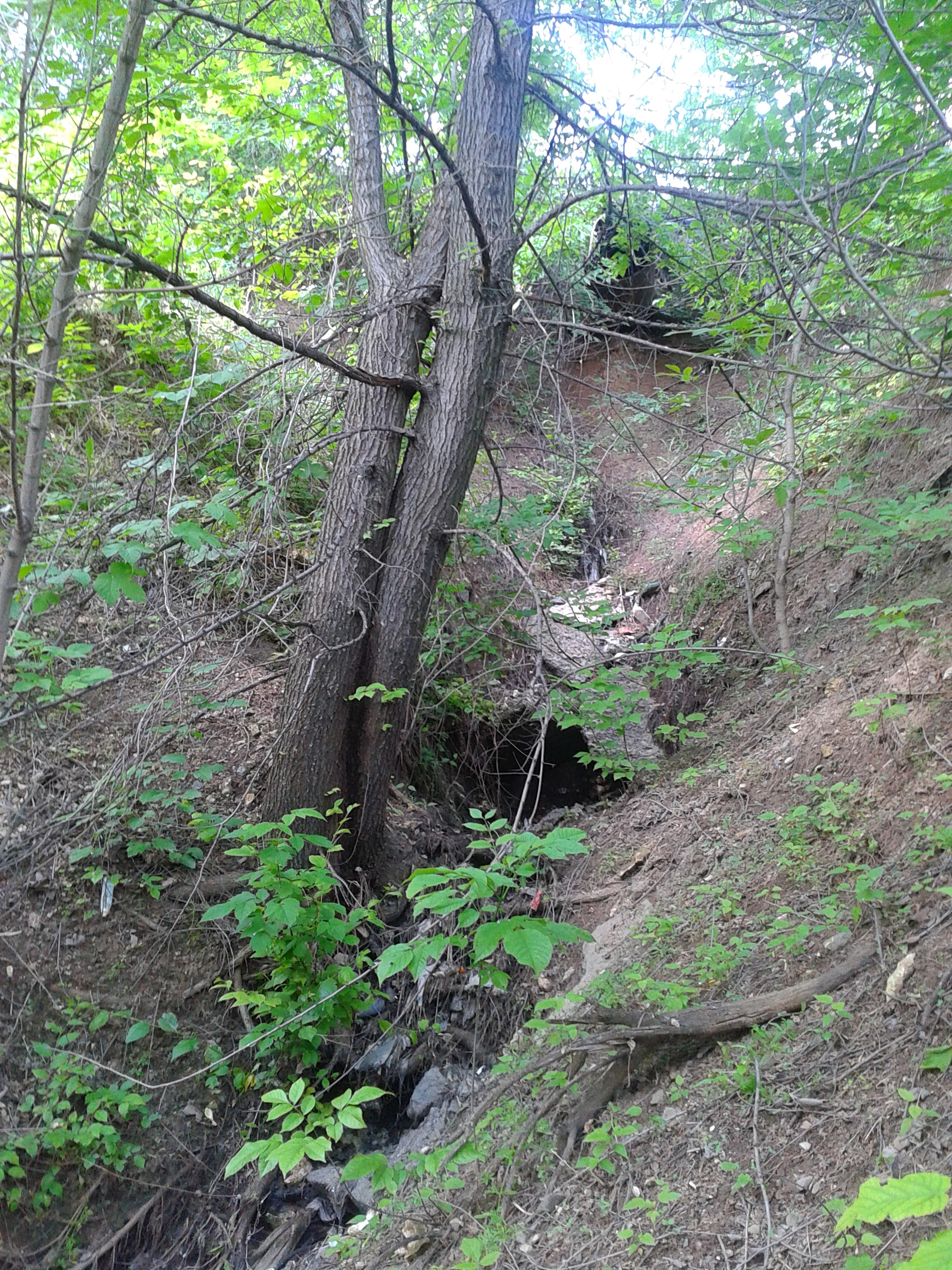
У Конгресовому ярі

Охорона пам'ятки оголошена розпорядженням Ради Міністрів УРСР № 780 від 14 жовтня 1975 року. Об'єкт має велике науково-пізнавальне значення. Незважаючи на це, депутати Лисичанської міської ради направили повторне звернення Міністерству екології та природних ресурсів України щодо скасування статусу геологічної пам'ятки державного значення через те, що численні зсуви й дерева перекрили унікальні відслонення. Землі об'єкту знаходяться у віданні Лисичанської геолого-розвідувальної служби.
Мешканці прилеглих будинків використовують яр як сміттєзвалище.
- 16.08.2018 Не уничтожать, а сохранить геологический памятник. „Голос Украины”(рос.)

## Світлини  станом на 2019-03-31

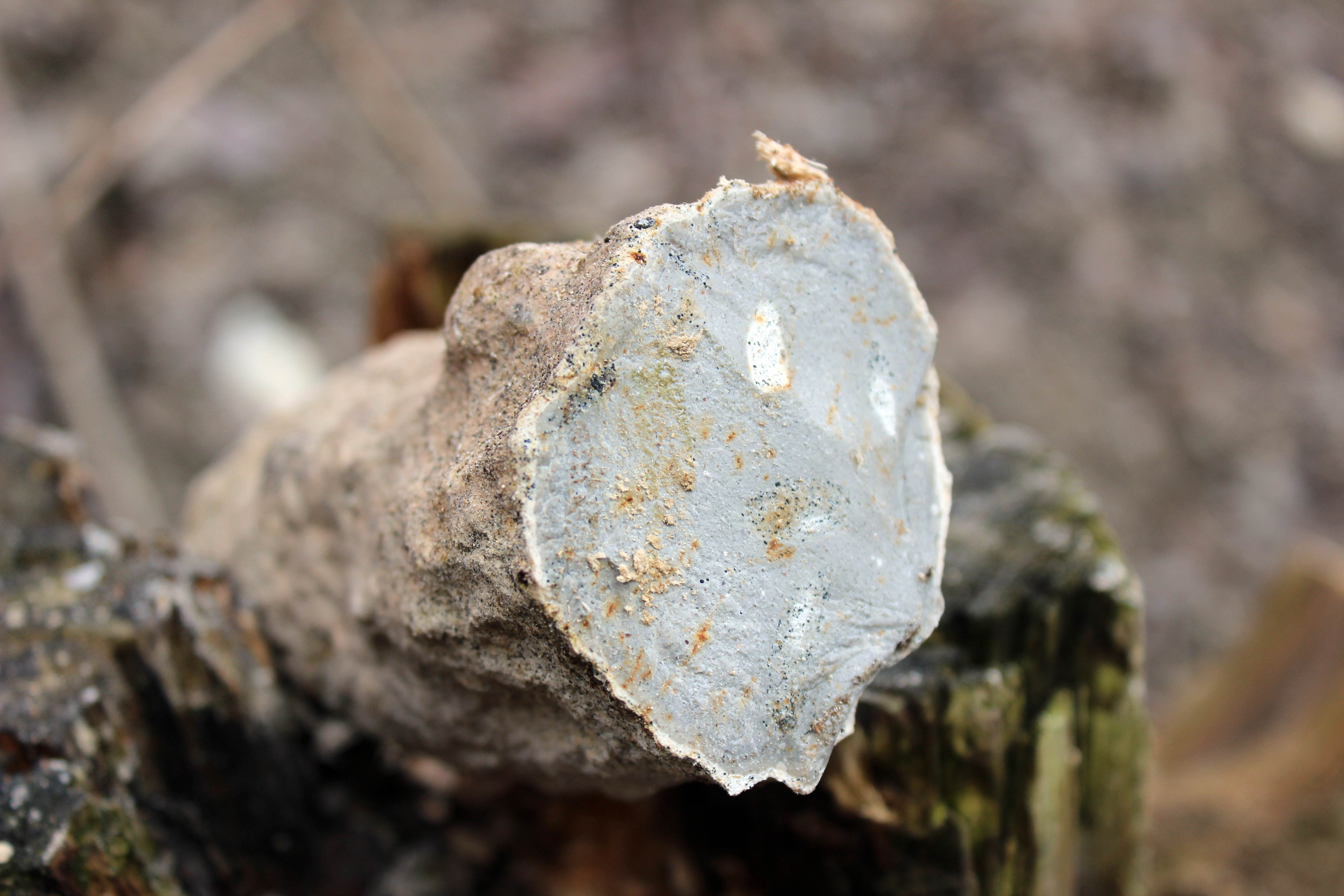
Яр
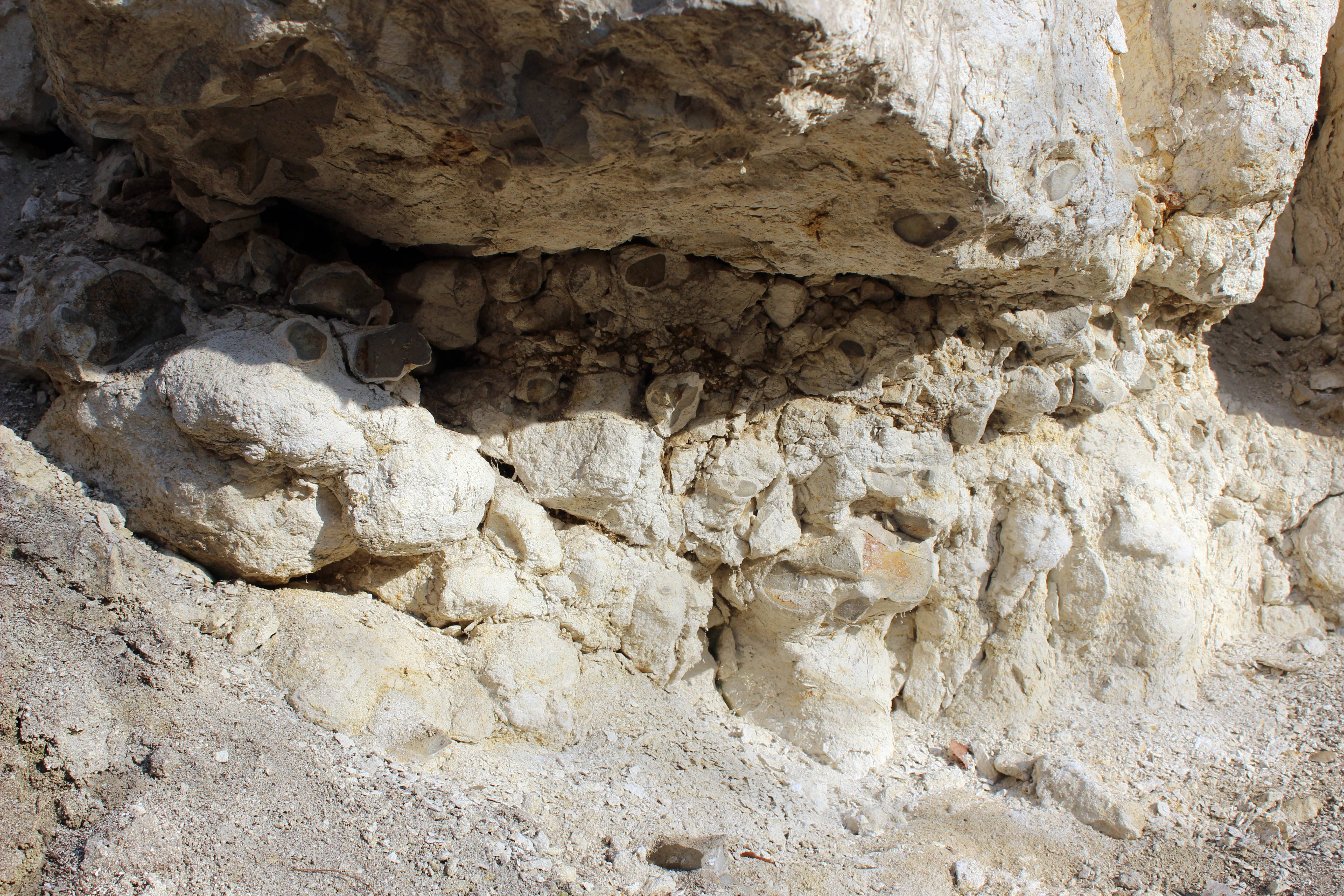
Яр
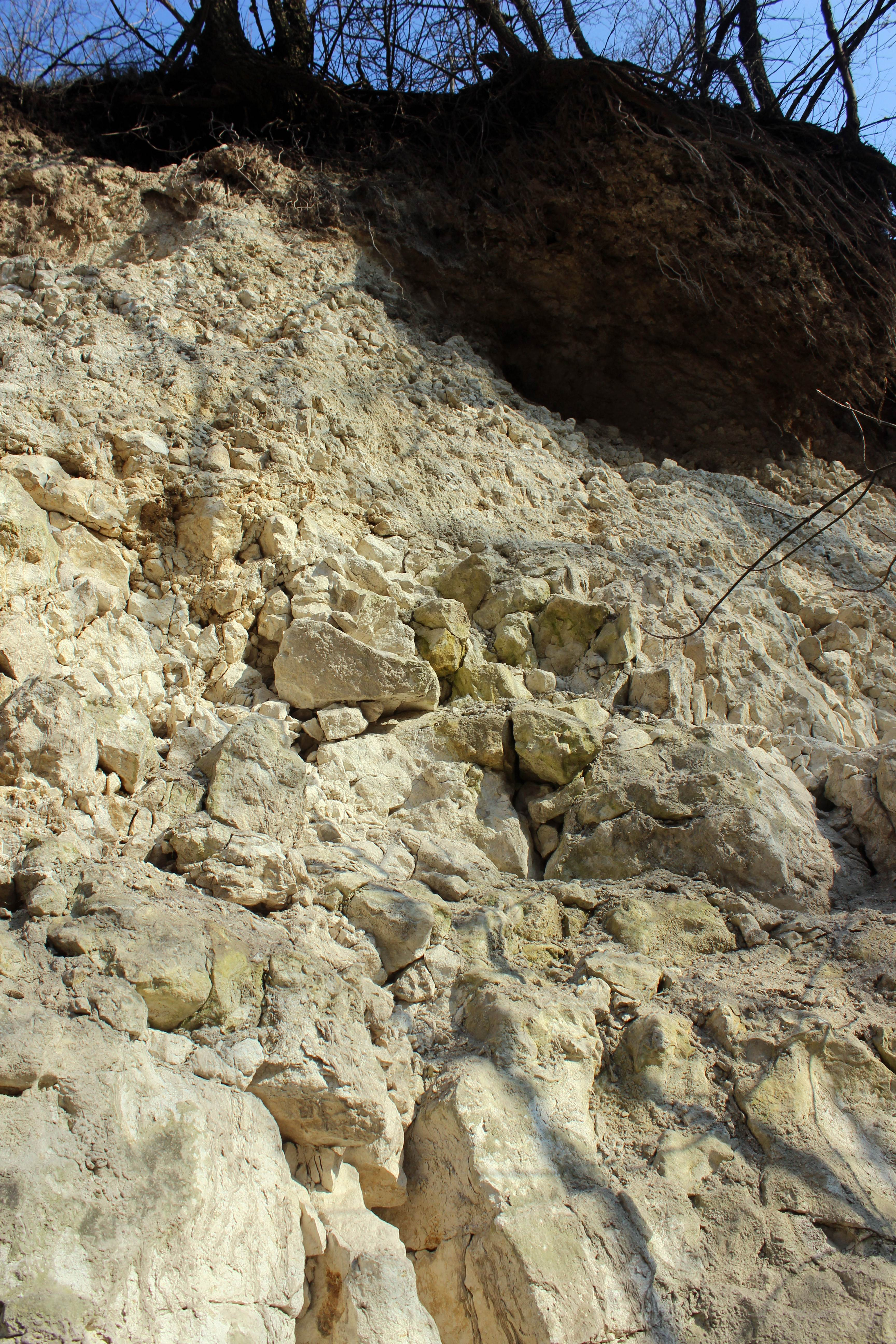
Яр
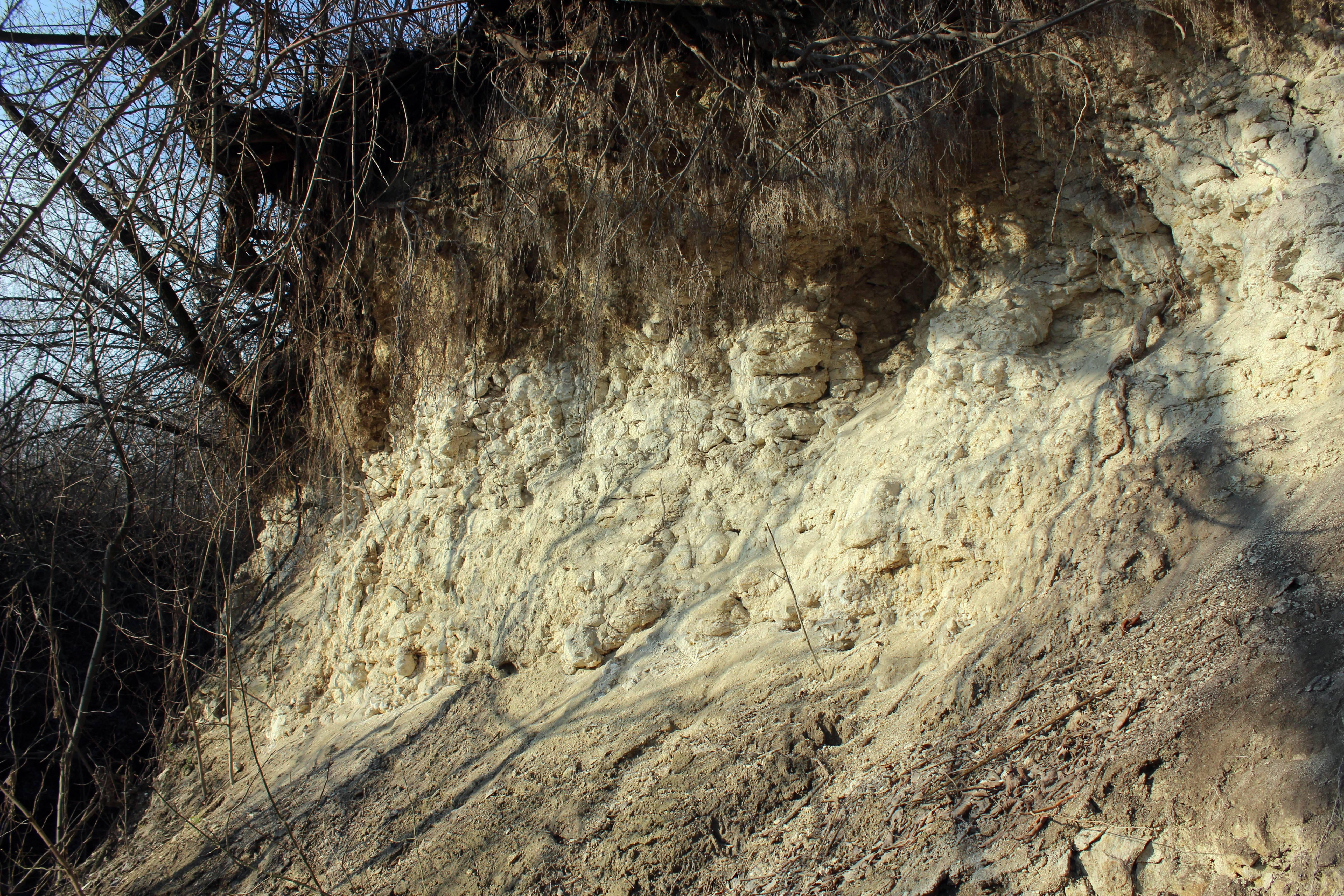
Яр
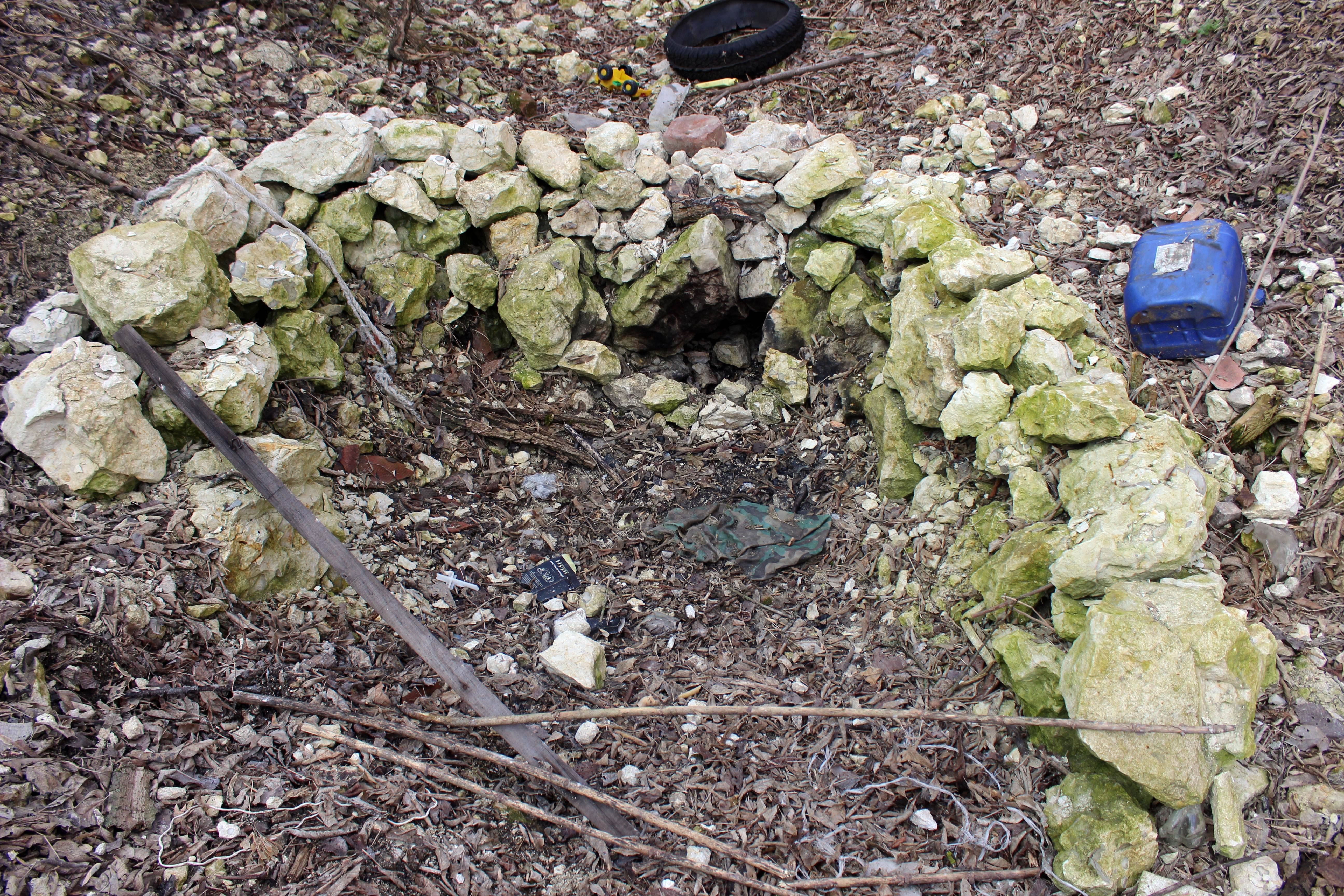
Яр
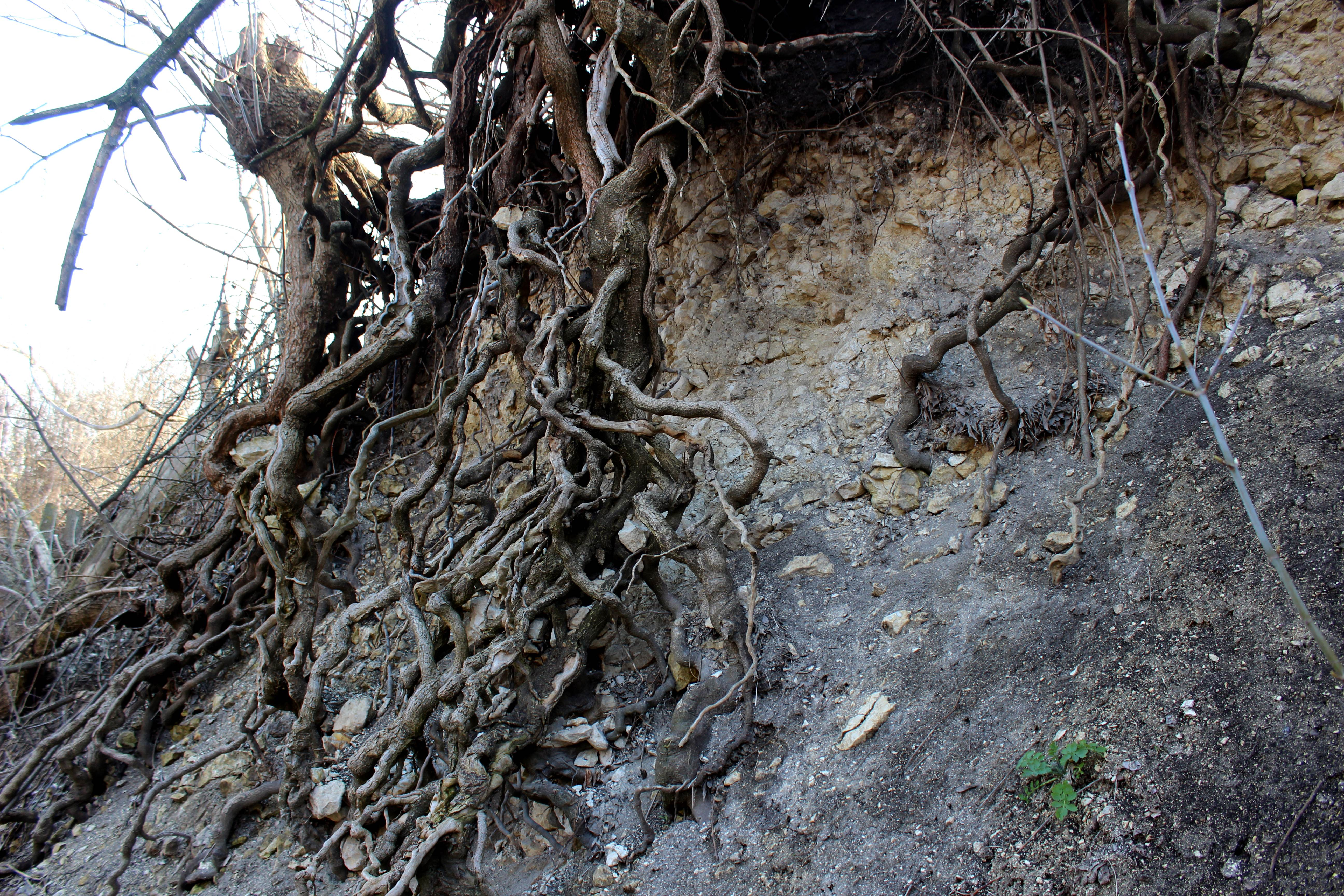
Яр
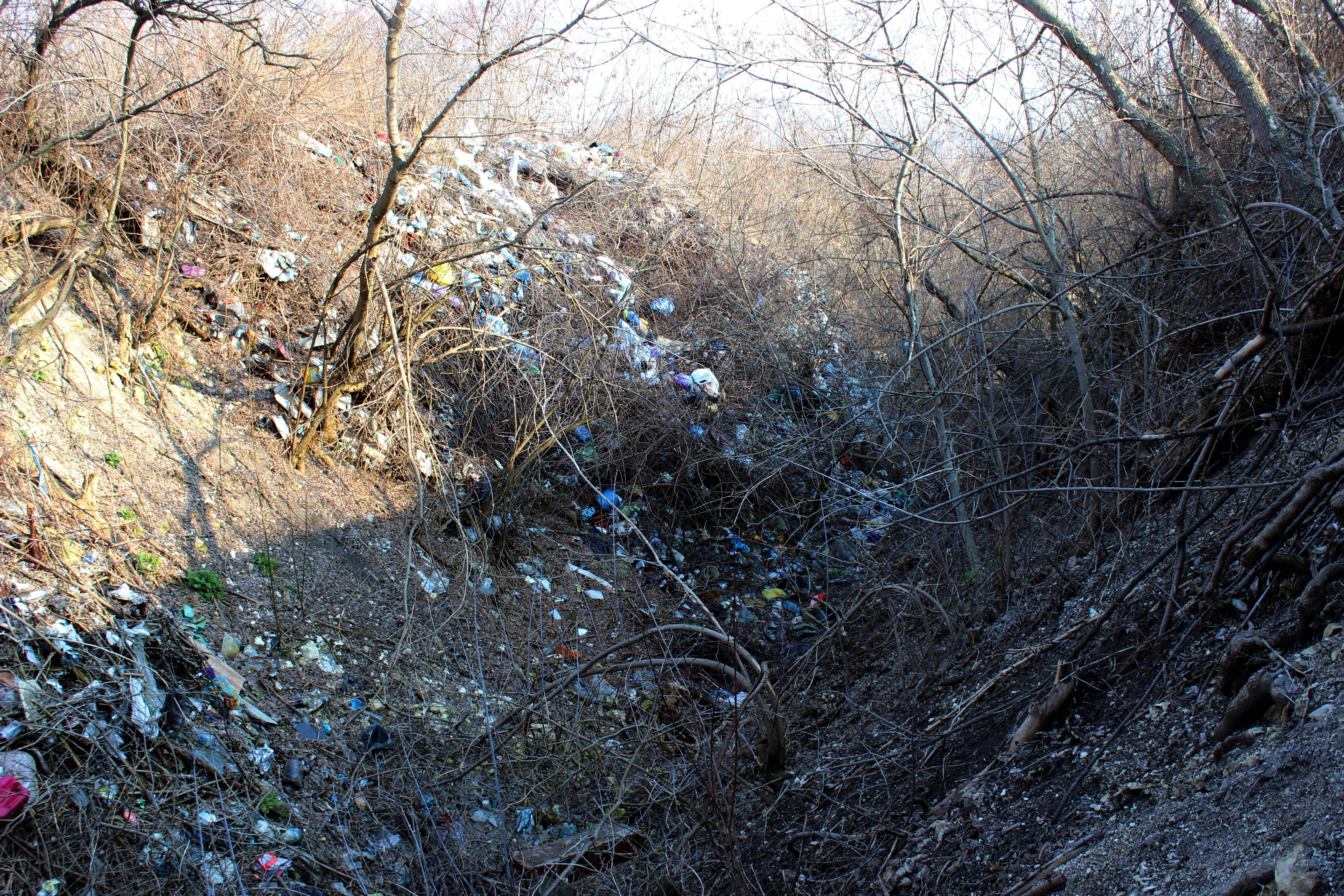
Яр
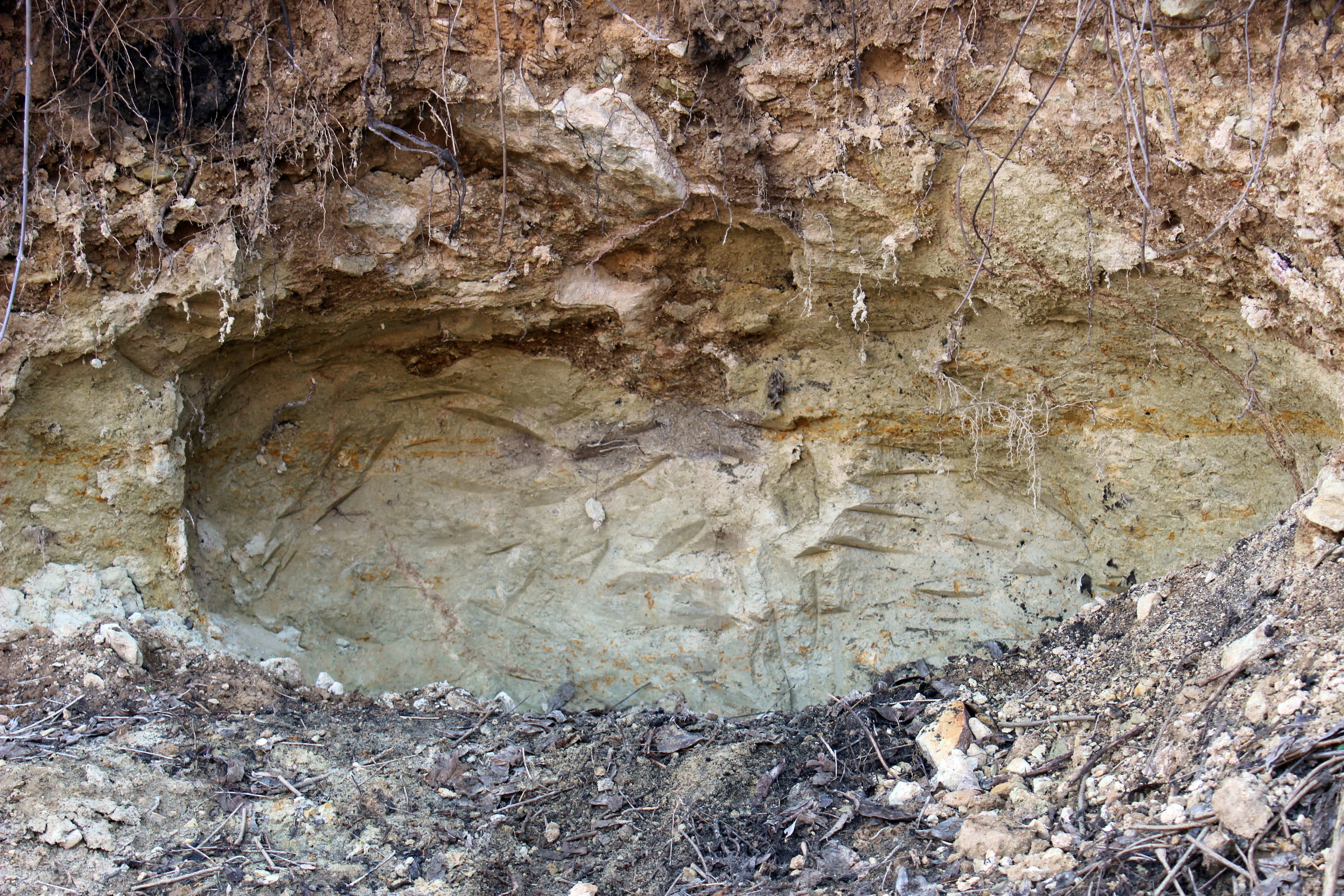
Яр